# Dino Marcan
Dino Marcan (ur. 12 lutego 1991 w Rijece) – chorwacki tenisista.

## Kariera tenisowa
Podczas swojej kariery zwyciężył w ośmiu deblowych turniejach rangi ATP Challenger Tour.
W 2017 roku zadebiutował w imprezie wielkoszlemowej podczas turnieju Wimbledonu w grze podwójnej. Startując w parze z Tristanem-Samuelem Weissbornem, jako „szczęśliwi przegrani” z kwalifikacji, odpadł w pierwszej rundzie turnieju głównego.
W rankingu gry pojedynczej najwyżej był na 289. miejscu (9 lipca 2012), a w klasyfikacji gry podwójnej na 87. pozycji (1 maja 2015).

### Zwycięstwa w turniejach ATP Challenger Tour w grze podwójnej

#### Gra podwójna
| Końcowy wynik | Nr | Data                | Turniej       | Nawierzchnia | Partner                  | Przeciwnicy                             | Wynik finału        |
| ------------- | -- | ------------------- | ------------- | ------------ | ------------------------ | --------------------------------------- | ------------------- |
| Zwycięzca     | 1. | 15 kwietnia 2012    | Blumenau      | Ceglana      | Marin Draganja           | Blaž Kavčič Antonio Veić                | 6:2, 6:0            |
| Zwycięzca     | 2. | 5 maja 2013         | Anning        | Ceglana      | Wiktor Bałuda            | Sam Groth John-Patrick Smith            | 6:7(5), 6:4, 10–7   |
| Zwycięzca     | 3. | 14 września 2014    | Banja Luka    | Ceglana      | Antonio Šančić           | Jaroslav Pospisil Adrian Sikora         | 7:5, 6:4            |
| Zwycięzca     | 4. | 28 września 2014    | Kenitra       | Ceglana      | Antonio Šančić           | Gerard Granollers Jordi Samper Montaña  | 6:1, 7:6(3)         |
| Zwycięzca     | 5. | 19 lipca 2015       | San Benedetto | Ceglana      | Antonio Šančić           | Miguel Ángel Reyes-Varela César Ramírez | 6:3, 6:7(10), 12–10 |
| Zwycięzca     | 6. | 9 października 2016 | Mohammedia    | Ceglana      | Antonio Šančić           | Roman Jebavý Andrej Martin              | 7:6(3), 6:4         |
| Zwycięzca     | 7. | 12 lutego 2017      | Budapeszt     | Twarda       | Tristan-Samuel Weissborn | Blaž Kavčič Franko Škugor               | 6:3, 3:6, 16–14     |
| Zwycięzca     | 8. | 30 kwietnia 2017    | Anning        | Ceglana      | Tristan-Samuel Weissborn | Andrej Martin Ołeksandr Nedowiesow      | 6:3, 3:6, 10–7      |